# Sindangratu (Panggarangan)
Sindangratu is een bestuurslaag in het regentschap Lebak van de provincie Banten, Indonesië. Sindangratu telt 3933 inwoners (volkstelling 2010).